# Martiri turritani
Sono detti martiri turritani i santi cristiani Gavino, Proto e Gianuario martirizzati presso l'attuale Porto Torres, in provincia di Sassari, nel IV secolo.

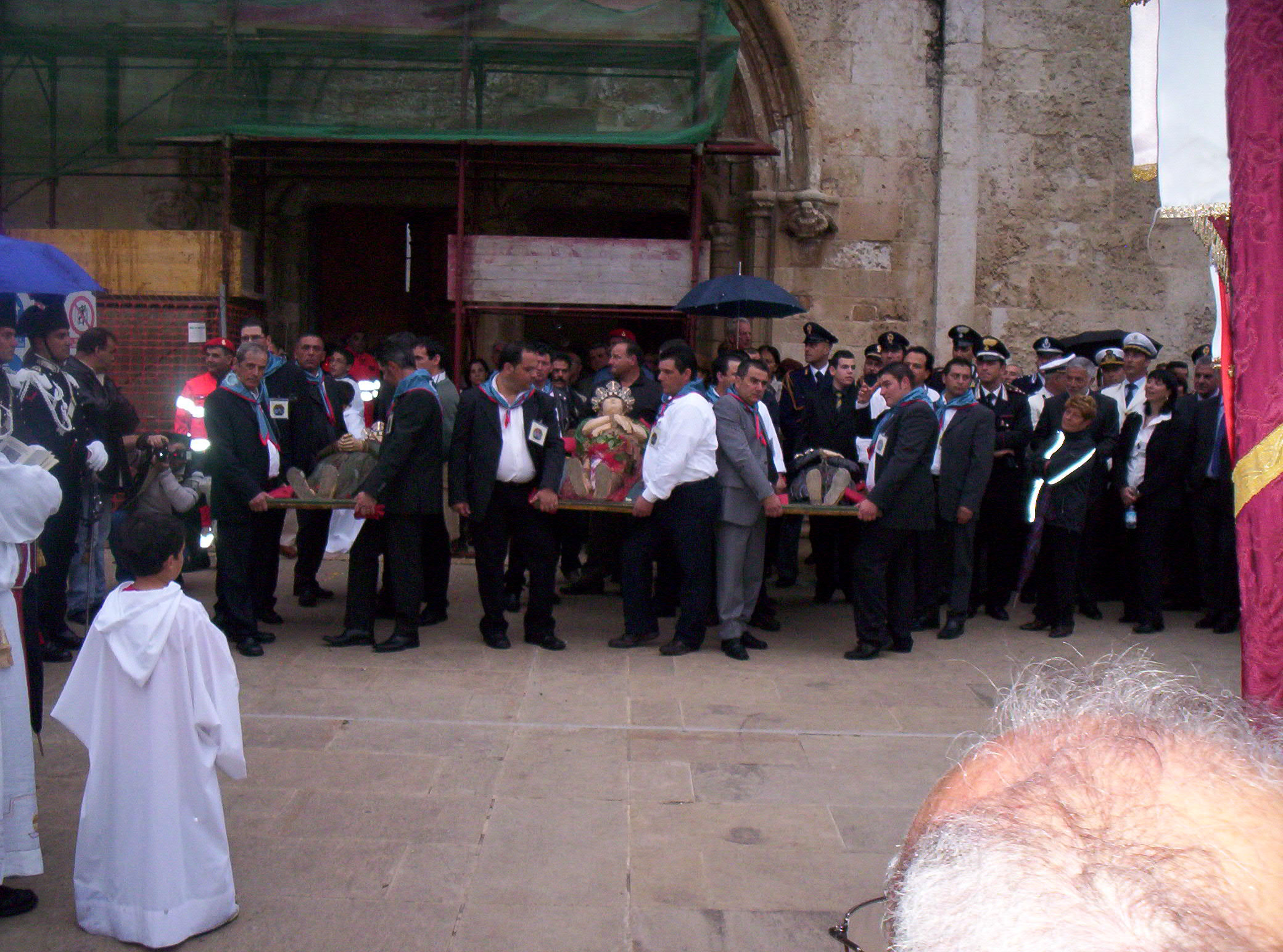
Porto Torres - Gavino, Proto e Gianuario in processione

Le loro reliquie, rinvenute nel 1614, sono conservate nella Basilica di San Gavino a Porto Torres.
Nell'iconografia ecclesiastica sono solitamente raffigurati con San Gavino al centro e San Proto e San Gianuario ai suoi fianchi.
Uno di loro era un legionario romano e durante la repressione cristiana unitamente agli altri due cercò di difendere i valori della fede all'interno della cattedrale di san Gavino in groppa al suo destriero, il quale nella concitazione della battaglia sferrò un colpo di zoccolo su una delle colonne nella quale vi è rimasto il segno. I tre vennero successivamente catturati e costretti in cella in una località della cittadina turritana che viene denominata Balai. successivamente vennero decapitati e le loro teste buttate in mare. Si dice che durante la festa a loro dedicata, la festha manna, nel mare nella località di Balai compaiano tre strisce di schiuma per ricordare il martirio dei tre santi.